# Георгі Вангелов
Георгі Валентинов Вангелов (болг. Георги Валентинов Вангелов; нар. 29 липня 1993, Раднево, Старозагорська область) — болгарський борець вільного стилю, бронзовий призер чемпіонату Європи, бронзовий призер Європейських ігор, бронзовий призер Кубку світу, учасник Олімпійських ігор.

## Життєпис
Боротьбою почав займатися з 2003 року. Починав свою кар'єру в Раднево (Старозагорська область). Його батько, Валентин Вангелов — тренер з боротьби в цьому ж місті. У 2010 році Георгі став чемпіоном Європи серед кадетів. Наступного року завоював срібну медаль чемпіонату світу серед юніорів. У 2012 році став чемпіоном світу з пляжної боротьби серед юніорів. У 2013 році здобув бронзову нагороду чемпіонату Європи серед юніорів, а у 2015 — срібну на чемпіонаті Європи у віковій групі до 23 років.
Виступає за спортивний клуб «Армітц-ЦСКА» Софія. Тренер — Рахмат Софіаді.
Закінчив Національну спортивну академію імені Василя Левського.
У 2015 році він став почесним громадянином Раднево.

## Спортивні результати на міжнародних змаганнях

### Виступи на Олімпіадах
| Змагання                    | Збірна   | Вагова категорія          | Місце |
| --------------------------- | -------- | ------------------------- | ----- |
| Літні Олімпійські ігри 2020 | Болгарія | вільна боротьба, до 57 кг | 5     |

### Виступи на Чемпіонатах світу
| Змагання                        | Збірна   | Вагова категорія          | Місце |
| ------------------------------- | -------- | ------------------------- | ----- |
| Чемпіонат світу з боротьби 2015 | Болгарія | вільна боротьба, до 57 кг | 8     |
| Чемпіонат світу з боротьби 2021 | Болгарія | вільна боротьба, до 61 кг | 7     |
| Чемпіонат світу з боротьби 2022 | Болгарія | вільна боротьба, до 61 кг | 5     |
| Чемпіонат світу з боротьби 2023 | Болгарія | вільна боротьба, до 57 кг | 19    |

### Виступи на Чемпіонатах Європи
| Змагання                         | Збірна   | Вагова категорія          | Місце  |
| -------------------------------- | -------- | ------------------------- | ------ |
| Чемпіонат Європи з боротьби 2013 | Болгарія | вільна боротьба, до 55 кг | 9      |
| Чемпіонат Європи з боротьби 2014 | Болгарія | вільна боротьба, до 57 кг | 9      |
| Чемпіонат Європи з боротьби 2016 | Болгарія | вільна боротьба, до 57 кг | Бронза |
| Чемпіонат Європи з боротьби 2019 | Болгарія | вільна боротьба, до 57 кг | 5      |
| Чемпіонат Європи з боротьби 2020 | Болгарія | вільна боротьба, до 57 кг | 5      |
| Чемпіонат Європи з боротьби 2021 | Болгарія | вільна боротьба, до 61 кг | 5      |
| Чемпіонат Європи з боротьби 2022 | Болгарія | вільна боротьба, до 61 кг | Бронза |
| Чемпіонат Європи з боротьби 2023 | Болгарія | вільна боротьба, до 57 кг | Бронза |

### Виступи на Європейських іграх
| Змагання              | Збірна   | Вагова категорія          | Місце  |
| --------------------- | -------- | ------------------------- | ------ |
| Європейські ігри 2019 | Болгарія | вільна боротьба, до 57 кг | Бронза |

### Виступи на Кубках світу
| Змагання                    | Збірна   | Вагова категорія          | Місце  |
| --------------------------- | -------- | ------------------------- | ------ |
| Кубок світу з боротьби 2020 | Болгарія | вільна боротьба, до 61 кг | Бронза |
| Кубок світу з боротьби 2022 | Болгарія | команда                   | Бронза |

### Виступи на інших змаганнях
| Змагання                                                       | Збірна   | Вагова категорія          | Місце  |
| -------------------------------------------------------------- | -------- | ------------------------- | ------ |
| Вогні Москви 2012                                              | Болгарія | вільна боротьба, до 55 кг | 5      |
| Турнір Дана Колова — Николи Петрова 2013                       | Болгарія | вільна боротьба, до 55 кг | 5      |
| Турнір Дана Колова — Николи Петрова 2014                       | Болгарія | вільна боротьба, до 57 кг | 9      |
| Турнір Степана Саргісяна 2014                                  | Болгарія | вільна боротьба, до 57 кг | 5      |
| Кубок Тахті 2015                                               | Болгарія | вільна боротьба, до 57 кг | 9      |
| Турнір Дана Колова — Николи Петрова 2015                       | Болгарія | вільна боротьба, до 57 кг | 7      |
| Меморіал Іона Корнеану 2015                                    | Болгарія | вільна боротьба, до 57 кг | Бронза |
| Меморіал Вацлава Циолковського 2015                            | Болгарія | вільна боротьба, до 57 кг | Бронза |
| Турнір Дана Колова — Николи Петрова 2016                       | Болгарія | вільна боротьба, до 57 кг | Бронза |
| Меморіал Вацлава Циолковського 2016                            | Болгарія | вільна боротьба, до 57 кг | 5      |
| Кубок Ахмата Кадирова 2017                                     | Болгарія | команда                   | Бронза |
| Перлина Македонії 2018                                         | Болгарія | вільна боротьба, до 61 кг | Золото |
| Кубок Ахмата Кадирова 2018                                     | Болгарія | команда                   | Срібло |
| Турнір Дана Колова — Николи Петрова 2019                       | Болгарія | вільна боротьба, до 57 кг | Бронза |
| Турнір Яшара Догу 2019                                         | Болгарія | вільна боротьба, до 61 кг | 8      |
| Меморіал Іона Корнеану і Ладислава Сімона 2019                 | Болгарія | вільна боротьба, до 57 кг | Золото |
| Турнір Яшара Догу 2020                                         | Болгарія | вільна боротьба, до 57 кг | Золото |
| Чемпіонат Болгарії з боротьби 2020                             | Болгарія | вільна боротьба, до 61 кг | Золото |
| Київський Міжнародний турнір з боротьби 2021                   | Болгарія | вільна боротьба, до 57 кг | 10     |
| Олімпійський кваліфікаційний турнір з боротьби 2021 (Будапешт) | Болгарія | вільна боротьба, до 57 кг | Срібло |
| Турнір Яшара Догу 2021                                         | Болгарія | вільна боротьба, до 57 кг | Бронза |
| Турнір Дана Колова — Николи Петрова 2022                       | Болгарія | вільна боротьба, до 61 кг | Бронза |
| Меморіал Іона Корнеану і Ладислава Сімона 2022                 | Болгарія | вільна боротьба, до 61 кг | Золото |
| Турнір Дана Колова — Николи Петрова 2023                       | Болгарія | вільна боротьба, до 61 кг | Бронза |
| Турнір Степана Саргсяна 2023                                   | Болгарія | вільна боротьба, до 61 кг | Бронза |
| Турнір Вацлава Ціолковські 2023                                | Болгарія | вільна боротьба, до 61 кг | 5      |
| Меморіал Іона Корнеану і Ладислава Сімона 2023                 | Болгарія | вільна боротьба, до 61 кг | Бронза |

### Виступи на змаганнях молодших вікових груп
| Змагання                                       | Збірна   | Вагова категорія          | Місце  |
| ---------------------------------------------- | -------- | ------------------------- | ------ |
| Чемпіонат Європи з боротьби серед кадетів 2010 | Болгарія | вільна боротьба, до 46 кг | Золото |
| Чемпіонат світу з боротьби серед юніорів 2011  | Болгарія | вільна боротьба, до 50 кг | Срібло |
| Чемпіонат Європи з боротьби серед юніорів 2012 | Болгарія | вільна боротьба, до 55 кг | 11     |
| Чемпіонат світу з боротьби серед юніорів 2012  | Болгарія | вільна боротьба, до 55 кг | 30     |
| Чемпіонат світу з боротьби серед юніорів 2012  | Болгарія | пляжна боротьба, M60 кг   | Золото |
| Чемпіонат Європи з боротьби серед юніорів 2013 | Болгарія | вільна боротьба, до 60 кг | Бронза |
| Чемпіонат світу з боротьби серед юніорів 2013  | Болгарія | вільна боротьба, до 55 кг | 5      |
| Чемпіонат Європи з боротьби до 23 років 2015   | Болгарія | вільна боротьба, до 57 кг | Срібло |